# Iha (Ägypter)
Iha war ein altägyptischer Beamter, der am Ende der 11. Dynastie um 2000 v. Chr. lebte. Er ist bisher nur von seinem dekorierten Grab in Dair al-Berscha bekannt. Er war unter dem Gaufürsten Ahanacht in dessen Verwaltung tätig. Iha trug diverse Titel und war königlicher Siegler (Ḫtm.tj-bjtj = Chetemti-biti), aber auch Vorsteher des Harems des Königs (Jmj-r3-jp3t-njswt = Imi-ra-ipat-nisut). Der letztere Titel deutet an, dass er am Königshof in Theben sein Amt ausübte, obwohl er in der Provinz bestattet wurde und in seinem Grab ausdrücklich Ahanacht als seinen Vorgesetzten nennt. Ahanacht trug auch den Titel eines Wesirs und hatte damit am königlichen Hof zu tun. Iha mag in dessen Gefolge gearbeitet haben. Das Grab des Iha liegt an einem Abhang, unterhalb des Grabes des Ahanacht, was deren Abhängigkeitsverhältnis klar ausdrückt. Neben dem Grab des Iha befinden sich die Gräber des Djehutinacht und des Chnumnacht, die offensichtlich auch für Ahanacht arbeiteten.
Die kleine Grabkapelle des Iha ist mit Inschriften und Szenen dekoriert. Die Inschriften beinhalten eine Idealbiographie des Iha. Ahanacht wird mehrmals genannt. Die Darstellungen in der Kapelle zeigen Teile der Grabausstattung.